# チャルームプラキアット郡 (ブリーラム県)
座標: 北緯14度33分30秒 東経102度55分30秒 / 北緯14.55833度 東経102.92500度
チャルームプラキアット郡（チャルームプラキアットぐん）はタイ東北部・ブリーラム県にある郡（アムプー）である。

## 名称
チャルームプラキアットとは「（王の）御威光の祝賀」と言う意味である。

## 歴史
古くはクメール王朝の地方都市であった。パノムルン遺跡やムアンタム遺跡などが郡内には位置する。
1996年12月5日、ラーマ9世（プーミポンアドゥンラヤデート）の即位50周年を記念してナーンローン郡から、タムボン・チャルーンスック、タムボン・ターペック、タムボン・イーサーンケートが、ラハーンサーイ郡からタムボン・ターウォーン、タムボン・ヤーイイェームワッタナーが分離して設置された。

## 地理
郡はパティア川の形成した平地に広がる。南部はやや高地になっている。
交通は東西に国道24号線が通っており、東にプラコーンチャイ方面、西にナーンローン方面につながっている。

## 経済
郡の主な産業は農業であり、主な農産物はコメ、ココヤシ、バナナ、シルクである。

## 行政区分
郡は5のタムボンに分かれ、さらにその下位に71の村（ムーバーン）がある。自治体（テーサバーン）があり以下のようになっている。
- テーサバーンタムボン・パノムルン・・・タムボン・ターペックのほとんどとタムボン・イーサーンケート

また、郡内には4のタムボン行政体（オンカーンボーリハーンスワンタムボン）がある。
1. タムボン・チャルーンスック・・・ตำบลเจริญสุข
2. タムボン・ターペック・・・ตำบลตาเป๊ก
3. タムボン・イーサーンケート・・・ตำบลอีสานเขต
4. タムボン・ターウォーン・・・ตำบลถาวร
5. タムボン・ヤーイイェームワッタナー・・・ตำบลยายแย้มวัฒนา